# Goldin+Senneby

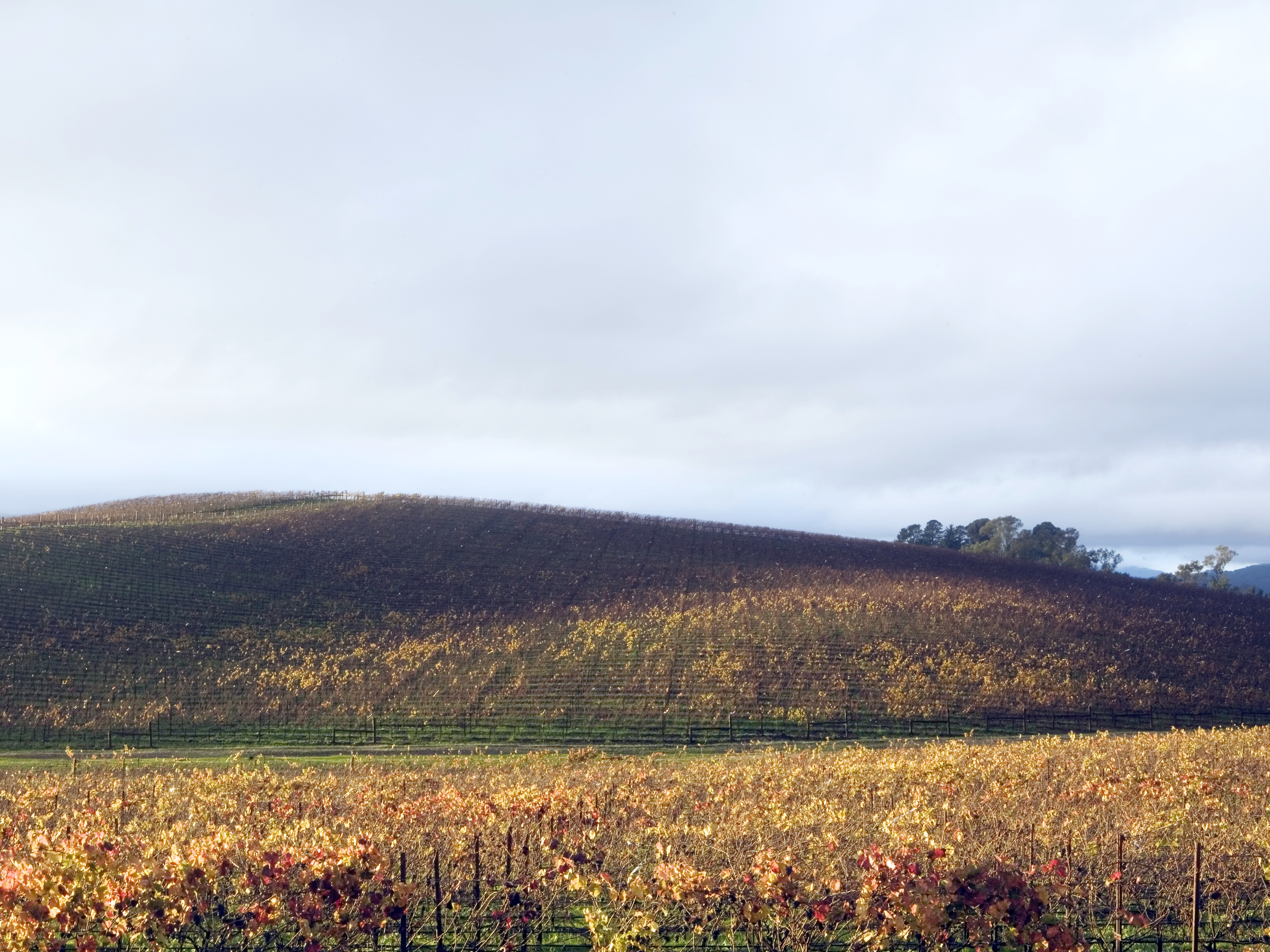
After Microsoft, foto av Simon Goldin

Goldin+Senneby är en svensk konstnärsduo, bestående av Simon Goldin och Jakob Senneby.
Simon Goldin (född 8 augusti 1981) och Jakob Senneby (född 7 september 1971) har samarbetat under gemensamt namn sedan 2004. De hade sin första separatutställning 2008 med Goldin+Senneby: Headless på The Power Plant i Toronto i Kanada.
Deras samarbete startade med konstprojektet The Port 2004–06, som var en gemenskapsdriven ö inom datorspelet Second Life:s virtuella värld.
De har bland annat intresserat sig för finansmarknadens mekanismer och tar fram ljusskygga verksamheter i dagsljuset genom konstverken. Simon Goldin är doktorand vid Kungliga Konsthögskolan i Stockholm och har tidigare varit student vid Handelshögskolan i Stockholm.

## Verk i urval
- After Microsoft, i vilket de på nytt fotograferade den kulle i Sonoma Valley i Kalifornien, där fotografiet Bliss, standardstartbilden i Windows XP-datorer, togs.
- Headless, ett långvarigt projekt som startade 2007 som belyser finanspraktik i skatteparadis.[2][3]